# Сан-Джованні-ін-Мариньяно

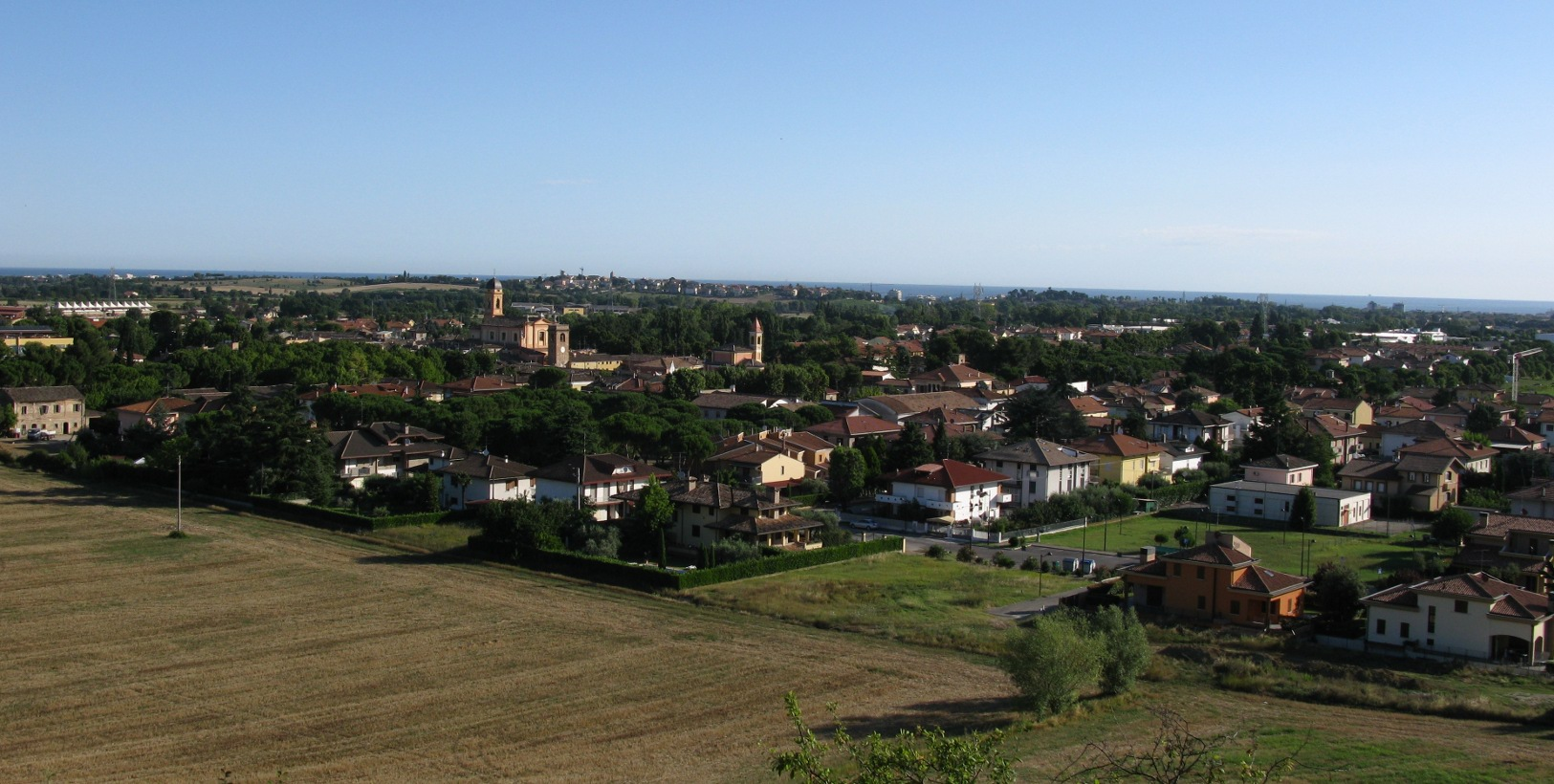
San Giovanni in Marignano

Сан-Джованні-ін-Мариньяно (італ. San Giovanni in Marignano) — муніципалітет в Італії, у регіоні Емілія-Романья,  провінція Ріміні.
Сан-Джованні-ін-Мариньяно розташований на відстані близько 230 км на північ від Рима, 130 км на південний схід від Болоньї, 18 км на південний схід від Ріміні.
Населення — 9340 осіб (2014).
Щорічний фестиваль відбувається 24 червня. Покровитель — святий Іван Хреститель.

## Демографія
Населення за роками:

Станом на 1 січня 2023 року в муніципалітеті офіційно проживало 717 іноземців з 61 країни, серед них 186 громадян країн Євросоюзу та 95 громадян України.

## Уродженці
- Еральдо Печчі (*1955) — відомий у минулому італійський футболіст, півзахисник, згодом — спортивний оглядач.

## Сусідні муніципалітети
- Каттоліка
- Градара
- Мізано-Адріатіко
- Морчіано-ді-Романья
- Салудечо
- Сан-Клементе
- Тавуллія